# Wypadek kolejowy w O Porriño
Wypadek kolejowy w O Porriño – 9 września 2016 o godz. 9:30 pociąg należący do kolei portugalskich Comboios Portugal (CP) wykoleił się w miejscowości O Porriño w Hiszpanii.
W trzech wagonach pociągu jechało około 70 pasażerów. Wykoleił się pierwszy wagon. Zginęły 4 osoby, w tym maszynista – Portugalczyk, a 49 zostało rannych. W akcji ratunkowej użyto śmigłowców.